# Дім великої матусі
Дім великої матусі (англ. Big Momma's House) — американська кінокомедія 2000 року.

## Сюжет
Спеціальний агент ФБР Малкольм Тернер не боїться складних завдань. Тому, коли знадобилося встановити стеження за будинком літньої жінки, відомої у себе в районі як «Велика Матуся», Тернер був готовий сидіти в засідці день і ніч. Але за непередбаченими обставинами, жінка їде з міста. Але і тут Тернер не розгубився — одягнувся у величезний латексний костюм чорної літньої жінки і зайняв її житло.

## У ролях
| Актор                 | Роль                                             |
| --------------------- | ------------------------------------------------ |
| Мартін Ловренс        | Малкольм Тернер (агент ФБР)                      |
| Ніа Лонг              | Шері Пірс                                        |
| Джейша Вашингтон      | Трент Пірс (син Шері)                            |
| Пол Джаматті          | Джонатан Максвел (агент ФБР, напарник Малкольма) |
| Терренс Говард        | Лестер Веско (колишній хлопець Шеррі)            |
| Ентоні Андерсон       | Нолан (охоронець)                                |
| Елла Мітчелл          | Хетті Мей Пірс «Велика матуся»                   |
| Тичіна Арнольд        | Рита (молодша сестра Нолана)                     |
| Октавія Спенсер       | Твіла (сусідки Великої матусі)                   |
| Седрік «Розважальник» | священник                                        |
| Карл Райт             | Бен Роулі (залицяльник Великої матусі)           |
| Елдіс Годж            | підліток-баскетболіст                            |